# Carolina Arregui
Pour les articles homonymes, voir Arregui.
María Carolina Arregui Vuskovic, née le 26 août 1965 à Santiago, est une actrice chilienne.

## Théâtre
- Entre Brujas (2002)

## Télévision

### Séries
- La otra cara del espejo (MEGA 2000)

### Telenovelas
- El juego de la vida (TVN 1983) - Paulina Urzua (Guest star)
- La torre 10 (TVN 1984) - Gabriela Ugalde (Guest star)
- Los Títeres (Canal 13 1984) - Gloria Leyton (Guest star)
- Ángel malo (Canal 13 1986) - Nice Oyarzo (Protagoniste)
- La Última Cruz (Canal 13 1987) - Kim Zasar (Protagoniste)
- Semidiós (Canal 13 1988) - Adriana Lemus (Protagoniste)
- Te conté (Canal 13 1990) - Gianna (Protagoniste)
- Villa Nápoli (Canal 13 1991) - Olivia Reyes (Protagoniste)
- El palo al gato (Canal 13 1992) - Marilí Rojas (Guest star)
- Marrón Glacé (Canal 13 1993) - Vanessa Aguilera(Protagoniste)
- A todo dar (MEGA 1998) - Verónica Retamales (Coprotagoniste)
- Algo está cambiando (MEGA 1999) - Marta Echeverría (Antagoniste)
- Buen partido (Canal 13 2002) - Milagros Cienfuegos (Coprotagoniste)
- Machos (Canal 13 2003) - Sonia Trujillo (Coprotagoniste)
- Hippie (Canal 13 2004) - Victoria Vicuña (Coprotagoniste)
- Brujas (Canal 13 2005) - Beatriz González (Protagoniste)
- Descarado (Canal 13 2006) - Amanda Cortés (Coprotagoniste) / A-7 (Antagoniste)
- Don Amor (Canal 13 2008) - Maira Acevedo (Protagoniste)
- Cuenta Conmigo (Canal 13 2009) - Anita María Rojas (Protagoniste)
- Corazón rebelde (Canal 13 2009) - Marina Cáceres (Guest star)
- Feroz - (Canal 13 2010) - Carmen Ramírez (Antagoniste)
- Primera dama (Canal 13 2010) - Estrella Soto (Protagoniste)
- Peleles - (Canal 13 2011) - Andrea Barahona (Guest star)
- 2012 : Pobre rico - Eloísa Rivas (TVN, Chile)
- 2014 : No abras la puerta - Gladys Ortiz (TVN, Chile)
- 2014 : Caleta del sol - Elena Aránguiz (TVN, Chile)